# Liste der Monuments historiques im 8. Arrondissement (Paris)
Die Liste der Monuments historiques im 8. Arrondissement (Paris) führt die Monuments historiques im 8. Arrondissement der französischen Hauptstadt Paris auf.

## Liste der Bauwerke
| Bezeichnung                                                      | Beschreibung | Standort                                                                      | Kennzeichnung | Schutzstatus | Datum | Bild           |
| ---------------------------------------------------------------- | ------------ | ----------------------------------------------------------------------------- | ------------- | ------------ | ----- | -------------- |
| Triumphbogen                                                     |              | Place Charles-de-Gaulle (Lage)                                                | PA00088804    | Classé       | 1896  | weitere Bilder |
| Bäckerei                                                         |              | 12 rue des Saussaies (Lage)                                                   | PA00088805    | Inscrit      | 1984  |                |
| Boutique                                                         |              | 6 rue Chauveau-Lagarde (Lage)                                                 | PA00088806    | Inscrit      | 1984  |                |
| Brasserie Mollard                                                |              | 113, 115 rue Saint-Lazare (Lage)                                              | PA00088884    | Inscrit      | 1989  | weitere Bilder |
| ehemalige Brasserie „Au roi de la bière“                         |              | 119 rue Saint-Lazare (Lage)                                                   | PA75080001    | Inscrit      | 1997  | weitere Bilder |
| Cabaret-restaurant le Raspoutine                                 |              | 101 avenue des Champs-Élysées (Lage)                                          | PA00088891    | Inscrit      | 1991  |                |
| Cathédrale américaine                                            |              | 23 avenue George-V (Lage)                                                     | PA75080002    | Inscrit      | 1997  | weitere Bilder |
| Alexander-Newski-Kathedrale                                      |              | 12 rue Daru (Lage)                                                            | PA00088807    | Classé       | 1981  | weitere Bilder |
| Céramic Hôtel                                                    |              | 34 avenue de Wagram (Lage)                                                    | PA00088808    | Inscrit      | 1964  | weitere Bilder |
| Chapelle expiatoire                                              |              | 22 rue Pasquier (Lage)                                                        | PA00088809    | Classé       | 1914  | weitere Bilder |
| Kapelle Notre-Dame-de-Consolation                                |              | 23 rue Jean-Goujon (Lage)                                                     | PA00088810    | Classé       | 1982  | weitere Bilder |
| Cité Berryer                                                     |              | 25 rue Royale (Lage)                                                          | PA00088811    | Inscrit      | 1987  | weitere Bilder |
| Métroeingang von Hector Guimard der Station Europe – Simone Veil |              | Rue de Madrid (Lage)                                                          | PA00088871    | Inscrit      | 2016  | weitere Bilder |
| Métroeingang von Hector Guimard der Station Saint-Lazare         |              | Rue de Rome rue de l’Arcade (Lage)                                            | PA00088872    | Inscrit      | 2016  | weitere Bilder |
| La Madeleine                                                     |              | (Lage)                                                                        | PA00088812    | Classé       | 1915  | weitere Bilder |
| St-Augustin                                                      |              | (Lage)                                                                        | PA00088813    | Classé       | 1993  |                |
| St-Philippe-du-Roule                                             |              | (Lage)                                                                        | PA00088814    | Classé       | 1993  |                |
| Galerie de la Madeleine                                          |              | 9 place de la Madeleine 30 rue Boissy-d’Anglas 1 boulevard Malesherbes (Lage) | PA00088815    | Inscrit      | 1987  |                |
| Gare Saint-Lazare                                                |              | (Lage)                                                                        | PA00088816    | Inscrit      | 1979  |                |
| Grand Palais                                                     |              | Avenue Winston-Churchill (Lage)                                               | PA00088877    | Classé       | 2000  |                |
| ehemaliges Hôpital Beaujon                                       |              | 208 rue du Faubourg Saint-Honoré (Lage)                                       | PA00088818    | Inscrit      | 1927  |                |
| Hôtel                                                            |              | 12 rue de Courcelles (Lage)                                                   | PA00088840    | Inscrit      | 1975  |                |
| ehemaliges Hôtel Beauharnais                                     |              | 57 boulevard Haussmann (Lage)                                                 | PA00088819    | Inscrit      | 1977  |                |
| Hôtel Cail                                                       |              | 56 boulevard Malesherbes (Lage)                                               | PA00088820    | Inscrit      | 1982  |                |
| Hôtel de Camondo                                                 |              | 61 rue de Monceau (Lage)                                                      | PA00088821    | Classé       | 1977  |                |
| Hôtel Cartier                                                    |              | 8 place de la Concorde (Lage)                                                 | PA00088822    | Classé       | 1900  |                |
| Hôtel Claridge                                                   |              | 74 avenue des Champs-Élysées (Lage)                                           | PA00088823    | Inscrit      | 1980  |                |
| Hôtel de Coislin                                                 |              | 4 place de la Concorde (Lage)                                                 | PA00088824    | Classé       | 1923  |                |
| Hôtel de Crillon                                                 |              | 10 place de la Concorde (Lage)                                                | PA00088825    | Classé       | 1900  |                |
| Hôtel de l’Impératrice Eugénie                                   |              | 2 rue de l’Élysée (Lage)                                                      | PA00132980    | Classé       | 2002  |                |
| Hôtel Lalique                                                    |              | 40 cours Albert 1er (Lage)                                                    | PA00088838    | Inscrit      | 1964  |                |
| Hôtel Landolfo-Carcano                                           |              | 1 rue de Tilsitt (Lage)                                                       | PA00088826    | Classé       | 1976  |                |
| Hôtel Marbeuf                                                    |              | 31 rue du Faubourg-Saint-Honoré (Lage)                                        | PA00088827    | Inscrit      | 1927  |                |
| Hôtel de Marigny                                                 |              | 23 avenue de Marigny (Lage)                                                   | PA00088896    | Classé       | 1992  |                |
| Hôtel Beauvau                                                    |              | Place Beauvau (Lage)                                                          | PA00088873    | Inscrit      | 1970  |                |
| Hôtel Moïse de Camondo (heute Museum Nissim de Camondo)          |              | 61bis, 63 rue de Monceau (Lage)                                               | PA00088828    | Classé       | 2005  |                |
| Hôtel de la Païva                                                |              | 25 avenue des Champs-Élysées (Lage)                                           | PA00088829    | Classé       | 1980  |                |
| Hôtel Plaza-Athénée                                              |              | 23 à 27 avenue Montaigne (Lage)                                               | PA00132983    | Inscrit      | 1994  |                |
| Hôtel du Plessis-Bellière                                        |              | 6 place de la Concorde (Lage)                                                 | PA00088830    | Classé       | 1923  |                |
| Hôtel Potocki                                                    |              | 27 Avenue de Friedland (Lage)                                                 | PA00088831    | Classé       | 1991  |                |
| Hôtel de Pourtalès                                               |              | 7 rue Tronchet (Lage)                                                         | PA00088832    | Inscrit      | 2002  |                |
| Hôtel de la Princesse Mathilde                                   |              | 10 rue de Courcelles (Lage)                                                   | PA00088839    | Inscrit      | 1975  |                |
| Hôtel de Rohan-Montbazon                                         |              | 29 rue du Faubourg-Saint-Honoré (Lage)                                        | PA00088833    | Inscrit      | 1927  |                |
| Hôtel Salomon de Rothschild                                      |              | 12 avenue de Friedland (Lage)                                                 | PA00088834    | Classé       | 2005  |                |
| Hôtel Schneider                                                  |              | 137 rue du Faubourg-Saint-Honoré (Lage)                                       | PA00088835    | Inscrit      | 1980  |                |
| Hôtel Sédille                                                    |              | 28 boulevard Malesherbes (Lage)                                               | PA00088897    | Classé       | 1992  |                |
| Hôtel de La Vaupalière                                           |              | 25 avenue Matignon (Lage)                                                     | PA00088836    | Classé       | 1947  |                |
| Hôtel Vilgruy                                                    |              | 9 rue François 1er (Lage)                                                     | PA00088837    | Classé       | 1981  |                |
| Gebäude                                                          |              | 68 avenue des Champs-Élysées (Lage)                                           | PA00088888    | Inscrit      | 1991  |                |
| Gebäude                                                          |              | 70 avenue des Champs-Élysées (Lage)                                           | PA00088898    | Inscrit      | 1992  |                |
| Gebäude                                                          |              | 76, 78 avenue des Champs-Élysées (Lage)                                       | PA00088889    | Inscrit      | 1991  |                |
| Gebäude                                                          |              | 79 avenue des Champs-Élysées (Lage)                                           | PA00088890    | Inscrit      | 1991  |                |
| Gebäude                                                          |              | 99 avenue des Champs-Élysées (Lage)                                           | PA00088881    | Inscrit      | 1990  |                |
| Gebäude                                                          |              | 5 rue du Docteur-Lancereaux (Lage)                                            | PA00088841    | Classé       | 1988  |                |
| Gebäude                                                          |              | 4 rue de l’Élysée (Lage)                                                      | PA75080004    | Classé       | 2002  |                |
| Gebäude                                                          |              | 12bis - 14 rue de l’Élysée (Lage)                                             | PA75080005    | Classé       | 2002  |                |
| Gebäude                                                          |              | 1 rue du Faubourg-Saint-Honoré (Lage)                                         | PA00088842    | Inscrit      | 1963  |                |
| Gebäude                                                          |              | 118 rue du Faubourg-Saint-Honoré (Lage)                                       | PA00088844    | Inscrit      | 1927  |                |
| Gebäude                                                          |              | 120 rue du Faubourg-Saint-Honoré (Lage)                                       | PA00088845    | Inscrit      | 1927  |                |
| Gebäude                                                          |              | 30 avenue Franklin-Delano-Roosevelt (Lage)                                    | PA75080007    | Inscrit      | 2002  |                |
| Gebäude                                                          |              | 38 avenue Gabriel (Lage)                                                      | PA00088846    | Inscrit      | 1927  |                |
| Gebäude                                                          |              | 84 boulevard Malesherbes (Lage)                                               | PA00088847    | Classé       | 1974  |                |
| Gebäude                                                          |              | 86 boulevard Malesherbes (Lage)                                               | PA00088848    | Classé       | 1974  |                |
| Gebäude                                                          |              | 88 boulevard Malesherbes (Lage)                                               | PA00088849    | Classé       | 1974  |                |
| Gebäude                                                          |              | 90 boulevard Malesherbes (Lage)                                               | PA00088850    | Inscrit      | 1984  |                |
| Gebäude                                                          |              | 1 avenue de Marigny (Lage)                                                    | PA00088851    | Inscrit      | 1979  |                |
| Gebäude                                                          |              | 51 rue de Miromesnil (Lage)                                                   | PA00088894    | Inscrit      | 1991  |                |
| Gebäude                                                          |              | 126 rue de Provence (Lage)                                                    | PA00088852    | Inscrit      | 1986  |                |
| Gebäude                                                          |              | 3 rue Royale (Lage)                                                           | PA00088853    | Classé       | 1949  |                |
| Gebäude                                                          |              | 5 rue Royale (Lage)                                                           | PA00088854    | Classé       | 1949  |                |
| Gebäude                                                          |              | 6 rue Royale (Lage)                                                           | PA00088855    | Classé       | 1927  |                |
| Gebäude                                                          |              | 7 rue Royale (Lage)                                                           | PA00088856    | Classé       | 1949  |                |
| Gebäude                                                          |              | 8 rue Royale (Lage)                                                           | PA00088857    | Classé       | 1949  |                |
| Gebäude                                                          |              | 9 Rue Royale (Lage)                                                           | PA00088858    | Classé       | 1949  |                |
| Gebäude                                                          |              | 10 rue Royale (Lage)                                                          | PA00088859    | Classé       | 1949  |                |
| Gebäude                                                          |              | 11 rue Royale (Lage)                                                          | PA00088860    | Classé       | 1949  |                |
| Gebäude                                                          |              | 12 rue Royale (Lage)                                                          | PA00088861    | Classé       | 1949  |                |
| Gebäude                                                          |              | 13 rue Royale (Lage)                                                          | PA00088862    | Classé       | 1949  |                |
| Gebäude                                                          |              | 14 rue Royale (Lage)                                                          | PA00088863    | Classé       | 1949  |                |
| Gebäude                                                          |              | 15 rue Royale (Lage)                                                          | PA00088864    | Classé       | 1949  |                |
| Gebäude                                                          |              | 281 rue Saint-Honoré (Lage)                                                   | PA00088865    | Classé       | 1961  |                |
| Gebäude                                                          |              | 16 rue de la Ville-l’Évêque (Lage)                                            | PA00088866    | Inscrit      | 1927  |                |
| Gebäude                                                          |              | 18 rue de la Ville-l’Évêque (Lage)                                            | PA00088867    | Inscrit      | 1975  |                |
| Gebäude Cercle de l’Union interalliée                            |              | 33 rue du Faubourg-Saint-Honoré (Lage)                                        | PA00088843    | Inscrit      | 1928  |                |
| Gebäude Crédit commercial de France                              |              | 103–111 avenue des Champs-Élysées (Lage)                                      | PA00088892    | Inscrit      | 1991  |                |
| Gebäude                                                          |              | 116bis avenue des Champs-Élysées (Lage)                                       | PA00088893    | Inscrit      | 2005  |                |
| Lycée Chaptal                                                    |              | 45 boulevard des Batignolles (Lage)                                           | PA00088868    | Inscrit      | 1987  |                |
| Geschäft „Aux Tortues“                                           |              | 55 boulevard Haussmann (Lage)                                                 | PA00088869    | Inscrit      | 1984  |                |
| Maison Courmont                                                  |              | 28 rue de Liège (Lage)                                                        | PA00088870    | Inscrit      | 1984  |                |
| Ministère de la Marine                                           |              | Place de la Concorde (Lage)                                                   | PA00088817    | Classé       | 1923  |                |
| Musée Jacquemart-André                                           |              | 158, 158bis boulevard Haussmann (Lage)                                        | PA00088874    | Classé       | 1978  |                |
| Obelisk von Luxor                                                |              | Place de la Concorde (Lage)                                                   | PA00088875    | Classé       | 1937  |                |
| Pagode rouge                                                     |              | 48 rue de Courcelles (Lage)                                                   | PA75080006    | Inscrit      | 2002  |                |
| Élysée-Palast                                                    |              | 55, 57 rue du Faubourg-Saint-Honoré (Lage)                                    | PA00088876    | Classé       | 1916  |                |
| Parc Monceau                                                     |              | boulevard de Courcelles boulevard Malesherbes place Rio-de-Janeiro (Lage)     | PA00088879    | Classé       | 1907  |                |
| Petit Palais                                                     |              | avenue Winston-Churchill (Lage)                                               | PA00088878    | Inscrit      | 1975  |                |
| Place de la Concorde                                             |              | (Lage)                                                                        | PA00088880    | Classé       | 1937  |                |
| Restaurant „La Fermette Marbeuf“                                 |              | 3, 5 rue Marbeuf (Lage)                                                       | PA00088882    | Inscrit      | 1983  |                |
| Restaurant „Le Relais-Plaza“                                     |              | 21 avenue Montaigne (Lage)                                                    | PA00132982    | Inscrit      | 1994  |                |
| Salle Gaveau                                                     |              | 45, 47 rue La Boétie (Lage)                                                   | PA00088887    | Classé       | 1993  |                |
| Salle Pleyel                                                     |              | 252 rue du Faubourg-Saint-Honoré (Lage)                                       | PA75080003    | Inscrit      | 2002  |                |
| Théâtre des Champs-Élysées                                       |              | 13, 15 avenue Montaigne (Lage)                                                | PA00088883    | Classé       | 1957  |                |
| Théâtre de la Madeleine                                          |              | 19 rue de Surène (Lage)                                                       | PA00132981    | Inscrit      | 1994  |                |
| Théâtre Marigny                                                  |              | Carré Marigny (Lage)                                                          | PA00088886    | Inscrit      | 1990  |                |
| Théâtre des Mathurins                                            |              | 36, 38, 40 rue des Mathurins (Lage)                                           | PA00132987    | Inscrit      | 1994  |                |
| Théâtre du Rond-Point                                            |              | 2bis avenue Franklin-Delano-Roosevelt (Lage)                                  | PA00088885    | Inscrit      | 1990  |                |
| Théâtre Tristan-Bernard                                          |              | 64 rue du Rocher (Lage)                                                       | PA00088895    | Inscrit      | 1991  |                |

## Liste der Objekte
- Monuments historiques (Objekte) in Paris in der Base Palissy des französischen Kultusministeriums